# ダイニング・イン
ダイニング・イン（英語：Dining in, Dining-in）とはいわゆるフォーマルな食事会。アメリカ、イギリスなどの英語圏の軍隊においては特別な意味を持つ伝統的な正式行事。アメリカ海兵隊ではメス・ナイト(Mess Night)とも呼ばれる。部隊の大きさにもよるが士官と下士官、兵卒を分けて行われる場合もある。隊員間の団結を強めるのが目的だが、一年の締めくくりとしての忘年会的な意味合いも強い。
一般にダイニング・インはその部隊の隊員のみで行われ、隊員の家族などの一般客または他の部隊の兵士などは参加できない。これに対してダイニング・アウト(Dining Out)という食事会には一般客の参加が認められる。

## 歴史
ダイニング・インは16世紀のイギリスの大学や寺院で行われていた毎年恒例の食事会が起源とされている。後に軍隊が採用しはじめ、その後イギリスの植民地、英語圏の国々に広がった。

## アメリカ軍
アメリカ軍では暴露大会および罰ゲーム形式でグロッグを回し飲みするやり方が主流。このグロッグは一般に知られているラム酒の水割りではなく、ビールやウイスキーなどのアルコール類はもちろん、その他様々なゲテモノを混ぜて作ったもの。これは日本で言う闇鍋に近いが何かをグロッグに混ぜる前にそれを隊員に公表し、それが混ぜられるべき理由がいちいち説明される。「このウィスキーは○○戦争中の××の戦いで・・・」というまともな理由から「お前らみんな汗臭いから石鹸を入れてやる」という理不尽なものまである。しかしさすがに石鹸を人間に飲ませるわけには行かないので実は石鹸に見えるのがアイスキャンディーだったというオチもある。
テキサス州フォート・フッド陸軍基地では牛が基地内をうろうろしているため、なんらかの理由で牛糞がグロッグに入れられることが多い。しかしほとんどの場合は牛糞に見せかけた挽肉かチョコレートである。